# Crustel S.A.
Crustel S.A. fue una productora de televisión de Argentina fundada a principios de los años 1980 por el productor y empresario peruano José Enrique Crousillat.
Durante la década de 1980 y principios de los años 1990 Crustel realizó numerosas producciones, principalmente telenovelas, las cuales fueron emitidas exitosamente por diferentes canales de televisión de Argentina y también vendidas a varios países de América Latina y Europa. 
La mayoría de sus telenovelas tuvieron gran trascendencia en su país natal y en varios países del mundo. Como es el caso de María de nadie, Tu mundo y el mío (Per Elisa en Italia), Estrellita mía, Mi nombre es Coraje, Manuela, Yolanda Lujan, Soy Gina (segunda parte de La extraña dama) o Micaela. Estas telenovelas ayudaron a consolidar internacionalmente las carreras artísticas de muchas figuras como Veronica Castro,  Luisa Kuliok, Grecia Colmenares, Andrea del Boca y Nohely Arteaga.
Actualmente muchas de las telenovelas de Crustel hoy forman parte del archivo filmográfico del canal de tv por cable Volver y han sido emitidas nuevamente en Argentina desde fines de los 1990.

## Telenovelas
- Micaela  (1992 - 1993)
- Soy Gina (1991)
- Manuela (1991)
- Mi nombre es Coraje (1987 - 1988)
- Estrellita mía (1987) – Coproducción con Sonotex
- Por Siempre Amigos (1987) – Coproducción con WAPATV
- Tu mundo y el mío  (1987) – Coproducción con Agrupación Productora Argentina (A.P.A)
- Amor prohibido (1986)
- María de nadie (1985)
- Lucía Bonelli (1985)
- Yolanda Luján (1984)
- Cara a Cara (1983)

## Dibujos animados
- Erase Una Vez...el Hombre (1981 - 1982)